# Impressions et paysages
Impressions et paysages (en espagnol : Impresiones y paysajes) est un ouvrage de Federico García Lorca paru en 1918.

## Présentation
Alors étudiant à l'université de Grenade, Lorca a comme professeur de littérature Martín Domínguez Berrueta (1869-1920), qui met en oeuvre les préconisations de la célèbre Institution libre d'enseignement. Dans ce cadre, cet enseignant organise pour ses élèves des voyages de découvertes en Espagne pour les ouvrir et les amener à réfléchir. Le jeune Federico García Lorca participe à ces excursions.
Unique livre en prose écrit par le jeune poète, Impressions et paysages relate ces voyages d'études, à Madrid, L'Escurial, Ávila, Medina del Campo, Salamanque, Zamora, Astorga, Orense, Redondela, Saint-Jacques-de-Compostelle, La Corogne, Lugo, León, Sahagún, Venta de Baños, Burgos et Ségovie.
Paru en 1918, Impressions et paysages est la première publication de Lorca. La couverture est une œuvre de son camarade le peintre Ismael de la Serna. Il offre l'un des premiers exemplaires à son amie Emilia Llanos, future muse du café Alameda.